# Gratwein-Straßengel
Gratwein-Straßengel – gmina targowa w Austrii, w kraju związkowym Styria, w powiecie Graz-Umgebung. Liczy 12 803 mieszkańców (1 stycznia 2016).